# Daisuke Watabe
Daisuke Watabe (渡部 大輔, Watabe Daisuke) est un footballeur japonais né le 19 avril 1989. Il évolue au poste d'attaquant.